# Droit de légation
Le droit de légation est le droit reconnu aux organisations internationales d'entretenir des relations diplomatiques avec d'autres sujets de droit international. Il est notamment reconnu par la convention de Vienne sur les relations diplomatiques de 1961, qui précise dans son article 2 que le droit de légation se fonde sur le principe du « consentement mutuel ».
Le droit de légation comporte deux aspects :
- le droit de légation active est celui d'envoyer des représentants auprès d’États tiers ou d'organisations internationales
- le droit de légation passive est celui de recevoir les représentants diplomatiques des puissances étrangères.